# 強姦
強姦（ごうかん）または不同意性交（ふどういせいこう）とは、相手の意思に反し、暴力や脅迫、相手の心神喪失などに乗じて性行為を強要することである。性暴力、性的暴力、性的暴行の一種である。

## 語源・表記
日本での罪名は2023年の刑法改正より不同意性交等罪という名称となった。かつては強姦罪、2017年から2023年までは強制性交等罪という罪名だった。
強姦罪では男性が陰茎を女性の膣に強制的に挿入した場合が犯罪要件であったが、強制性交等罪以降は、男性ないし女性が他人の男性の陰茎を（自身または第三者の）口腔や膣、肛門に挿入させた場合も犯罪要件となる。また性交同意年齢が、強姦罪や強制性交等罪では13歳、不同意性交等罪では16歳となり、年齢に達していない者との性交も（当事者同士が同意しても）未熟に乗じたものとして処罰される。
報道では、かつては当用漢字による漢字使用制限により「強かん」と表記されることもあったが、2000年代以降は漢字で「強姦」と表記するようになっている。英語表記のレイプ（rape）も、欧米文化の流入、女性の人権に対する意識の高まりとともに一般化している。また婉曲的に「乱暴」「婦女暴行」などとぼかした言い方がなされ、被害者が児童・小児の場合は「いたずら」とも言われた。「暴行」の語も使用されるが、この語は性的暴行ではない暴力行為（殴る蹴るなど）にも使われる。
俗に加害者が複数の場合は「輪姦」と呼ばれることもある。被害者が男性で加害者が女性の場合、「逆レイプ」と呼ばれることもある。警察業界や刑事弁護業界などでは、強姦事件を「ツッコミ」という隠語で表現することもある。
ローマ法では、他の男性の管理下にある女性を拉致した男性はラプスの罪に問われた。拉致の時点で既遂となり姦通は要件ではなかった。ラプスはレイプの語源である。

## 統計
日本
| 年度   | 認知件数 | 被疑者 | 被疑者 | 被害者 | 被害者 |
| 年度   | 認知件数 | 男     | 女     | 男     | 女     |
| ------ | -------- | ------ | ------ | ------ | ------ |
| 2021年 | 1,388    | 1,244  | 7      | 58     | 1,330  |
| 2020年 | 1,332    | 1,173  | 4      | 72     | 1,260  |
| 2019年 | 1,405    | 1,172  | 6      | 50     | 1,355  |
| 2018年 | 1,307    | 1,084  | 4      | 56     | 1,251  |
| 2017年 | 1,109    | 906    | 4      | 15     | 1,094  |
| 2016年 | 989      | 871    | 4      | 0      | 989    |

日本における2018年（平成30年）の強姦事件の認知件数は1,307件である。この認知件数は、1964年（昭和39年）に6,857件と戦後最多を記録した後、長期減少傾向を経て横ばい傾向にあった。近年では1997年（平成9年）から2003年（平成15年）にかけて増加傾向にあったが、2004年（平成16年）から2016年（平成28年）まで減少傾向に転じていた。
2017年（平成29年）7月13日以降は、強姦の対象に加害者および被害者の性別を問わなくなり、かつ性交に加え肛門性交及び口腔性交も加わったこと、そして監護者が18歳未満の者にこれらの行為を働いた場合にも罰せられるようになったことの影響で、2017年（平成29年）以降は増加している。児童ポルノの単純所持は、一年以下の懲役又は百万円以下の罰金に処される（児童買春、児童ポルノに係る行為等の規制及び処罰並びに児童の保護等に関する法律第7条1項）。
日本の人口10万人あたりの強姦の発生件数は2018年（平成30年）で1.0である。アメリカ合衆国は42.6と日本の約42.6倍である。
ただし、日本の不同意わいせつ罪を加えた場合、2018年（平成30年）は10万人当たり5.3件となり、アメリカ合衆国との差は約8.0倍となる。また性犯罪の場合は被害者が被害届を出さないことも多々あり、いわゆる「暗数」が多いため実際はさらに多くなる。また強姦罪の定義は国によって異なり、年齢においても日本ではかつては13歳未満、2023年（令和5年）より16歳未満との性行為は当事者同士が同意の上であっても処罰される。

## 歴史

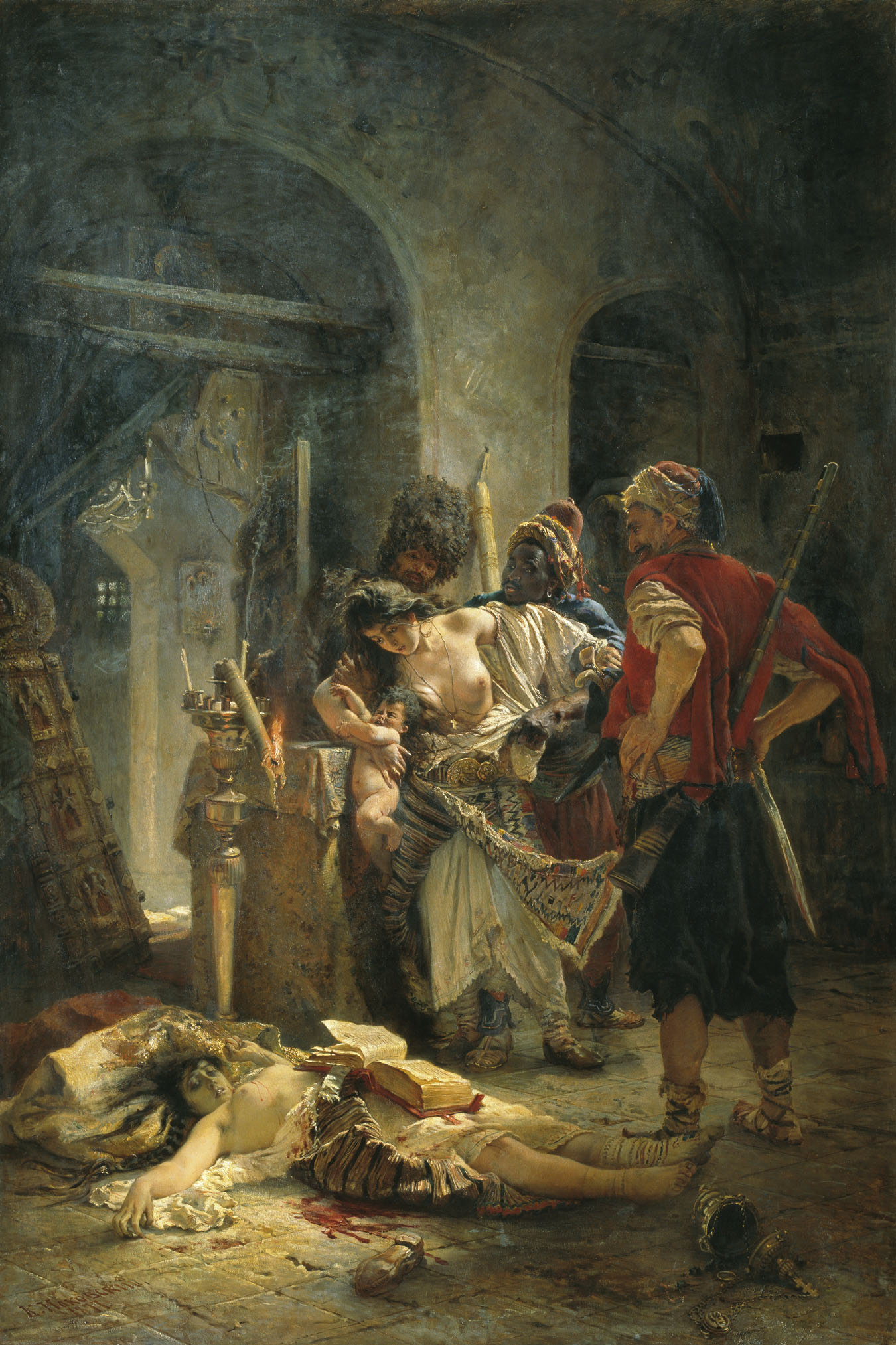
『ブルガリアの致命女達』 - オスマン帝国の兵士による、ブルガリア人女性に対する強姦を描いた絵画（1877年作）。背景に描かれたイコノスタス・床に転がった振り香炉・破壊された燭台から、ここがブルガリア正教会の聖堂の中であり、聖堂に逃げていた女性がレイプされるシーンであることが分かる。敵国に攻め込まれた市民が最後に聖堂に立て篭もることは大陸ではよく行われたが、侵略軍が規律の薄いものだった場合、現地の宗教心も踏みにじり、宗教施設でまでこのような残虐行為を行うことも珍しく無かった。なおこの絵画の作者コンスタンチン・マコフスキーはロシアの移動派の一人である。

性的暴力は、全くの私的犯罪として密かに犯されるだけでなく、少数民族や奴隷、先住民、難民、下層身分・階級民また大規模災害などによって生まれた社会的弱者に対してときに半ば公然と行われたり、刑務所や収容所内、そして戦時下において行われたりしてきた。内乱や戦時下では大規模な集団レイプが発生した事案がある。
古来、征服された民族の女性の運命は過酷であった。最も有名なのはモンゴル帝国の創始者チンギス・ハーンとその係累・後裔であろう。モンゴル帝国による降伏勧告を受け入れず抵抗の後征服された都市はことごとく破壊・略奪・殺戮され、女性も戦利品として王侯・軍隊などの権力者以下にあてがわれた。また、これに先立つ遊牧騎馬民族王朝の金は、北宋を滅ぼした際、北宋の皇族女性全てと多くの貴族女性を捕え、これを金皇族・貴族の妾または彼らを客とする官設妓楼の娼婦にした。世界各地の男性のY染色体を調べた結果、かつてのモンゴル帝国の版図に高率で共通の染色体が検出されたという話さえある。もっとも、歴史上このような事は金やモンゴル帝国に限った事ではない。
むろん、同民族内においても征服・被征服の関係に立つ者の間ではさほど事情は変わらなかったことも多い。日本においても中世、しばしば勝者の側の権利として雑兵らが敗者側の人間を成人・子ども、男女の別なく捕らえ、奴隷として売り払うことが「乱妨取り」あるいは「乱取り」と呼ばれて行われたが、当然それに当たって若い女性は強姦されたり、女郎として売られることも多かった。大坂城天守閣所蔵の『大阪夏の陣図屏風』には、女性が連れ去られようとしていたり、裸にされた女性、強姦されようとしているとみられる女性の姿が描かれている。
近代から現代も、戦時下において各国軍隊に属する複数の兵士による敵国女性へのレイプが少なからず発生した。第一次世界大戦以降の総力戦の時代になると軍隊の規模や武装も各段のものとなり、とくに巨大な軍を有するドイツ軍、米軍、日本軍、ソ連軍等の占領地に侵攻する部隊の男性兵士による一般女性への大規模な強姦事件が問題となった。
南アフリカ共和国では「男性の27.6%が女性をレイプした経験がある」とする調査結果を、2009年に同国の医学研究評議会が明らかにしている。調査は全国9州のうちクワズールー・ナタール、東ケープの2州で行われたものである。
20世紀以降は、アメリカや日本、韓国等において大学生による性的暴行事件、いわゆる「キャンパスレイプ」が多発し社会問題になっている。日本では2003年に発生した早稲田大学のインカレサークルによる集団強姦事件「スーパーフリー事件」から集団強姦罪・集団強姦致死傷罪が創設されるなどしたが、2010年代後半に再び事件が多発し、その実態が明るみになっている。アメリカでは、女子大学生のおよそ4人に1人が性的暴行を受けていることが2019年に行われたワシントンポストのアンケートによって判明しており、その大多数の被害にアルコールが絡んでいたという。

## 社会学

### 社会学的見地
アメリカでは強姦する加害者の半数以上が若年層であるという統計もあり、強姦する側が貧民層であるというのは、ある種の差別的な幻想である。社会的地位の低さによって満足な性生活が送れない、あるいは失う物が少ないなどの理由で犯行に及ぶ場合もないわけではない。貧困と強姦を特に結びつける根拠としては説得力に欠ける。富裕層の強姦事件も決して少なくなく、社会的地位と強姦についての因果関係に結論は出ていない。
強姦は一般に見知らぬ他人が加害者であるイメージがある。犯罪白書によれば70%が見知らぬ人による犯罪で、知人による犯行は20%程度である。これを元に判断すれば見知らぬ他人が加害者であるというイメージは、ある程度の妥当性を持っている。一方、香港における女性への性的暴行においては約8割のケースで親族や知り合いが加害者になっているとの報告もある。相手が旧知の間柄である場合、「強姦」として報告されない事例があるためにこのような差が生まれるとも考えられる。
ラディカル・フェミニズムでは、男性による女性に対する性的な支配が、男性社会を維持する仕組みとして使われてきた側面があるとする社会学的見方が主張されている。スーザン・ブラウンミラーは、強姦は、社会的に抑圧された男性がその弱さを糊塗するため、女性を支配することによって力を誇示して満足感を得ようとする権力作用であり、男女間の力関係を支配・征服により確認する行為であるとしている。

### 性犯罪者への断種・去勢
レイプが男性の性欲に強く依存することに基づいて、抗アンドロゲン剤を投薬あるいは注射することにより、性犯罪者の更生と再発防止を図る試みも、アメリカなど一部の国で行われている。しかし、これはまた別の人権論争を巻き起こしている。
20世紀以降、北欧などの民主主義的国家において性犯罪者に対し、強制断種が合法的に実施された。デンマークの「全国女性会議」は1920年代に男性の性犯罪者から女性を守るために性犯罪者に対する去勢手術を合法化する必要があると運動を展開し、フェミニスト達の解釈による政治的運動が法的に反映された。
21世紀に入り、アメリカ・韓国・インドネシアでは、小児への性犯罪者に対し、薬物により「化学的去勢」を行うことが認められた。
こうした断種や去勢に対して、香山リカは優生思想に基づく断種の歴史の軽視や、人道に対する罪であるとして否定的な見解を示している。

### 法的定義
強姦の定義は国などによって異なる。

#### 日本
長らく強姦罪として、暴行または脅迫を用い、または13歳未満の女子に対して、男性器により女子の抵抗を著しく困難な状態に追い込み女性器を姦淫した場合に限り強姦罪が適用されていた。強姦罪の制定目的は女性の保護よりも血統の乱れや嫡出関係の崩壊を防ぐことが想定されていたと考えられており、旧法では実質的に関係が破綻していたと認められない限り、夫婦間での強姦罪は成立しないというのが通説であった。
法定刑も2年以上の懲役と低いままであったが、2004年に3年以上に引き上げられた。2017年7月13日には法改正により強姦罪は廃止され強制性交等罪に置き換えられ、さらに2023年7月13日施行の法改正で不同意性交等罪に置き換えられた。不同意性交等罪では被害者が男性の場合や、肛門や口腔を犯しまたは犯させた場合も適用対象に加え、法定刑も5年以上の懲役となった。男性器が膣、肛門または口腔の中に挿入されることにより既遂となる（射精は既遂の要件ではない）から、主体には一人以上の男性器保有者が必要と解され（ただし、男性器非保有者も　暴行・脅迫の主体とはなりうるから、間接正犯や共同正犯にはなりうる）、単純な不同意レズビアン・セックスは不同意わいせつ罪を構成するにすぎない（クンニリングスを口腔性交と解すればこの限りではない）。また、さらに監護者の立場に乗じて18歳未満の者にこれらの行為を働いた場合（同意の有無を問わない）にも同じく処罰されるようになった（監護者性交等罪）。

#### アメリカ合衆国
アメリカでは、互いの合意のない性行為の強要は恋人間（デートレイプ）や夫婦間（マリタル・レイプ）でも強姦と見なされ、刑事罰の対象となるという判例が定着している。さらに司法省は2012年1月7日にFBIの「強姦」の定義を拡大することを明らかにした。
司法省によれば、2010年に発生した強姦件数は18万8380人となっているが、これは氷山の一角との指摘もある。「疾病予防管理センター」によれば、全米で無作為抽出した約1万人の女性に電話アンケートを行ったところ、18.3%が「強姦されたことがある」または「強姦されそうになったことがある」と回答し、また加害者との間柄については、被害を受けたと回答した女性の過半数を占める51.1%が、「親密な現在・過去の恋人や配偶者」と回答した。次いで多かったのが「知人」だった。
2014年、保健福祉省に属する「疾病予防管理センター」が実施した調査結果によれば、「アメリカに在住する女性のうち、ほぼ5人に1人がレイプ被害者であり、その数は2300万人超」だという。
米産婦人科学会誌の1996年の研究によれば、こうしてレイプされた女性が妊娠してしまう確率は5%に上り、毎年、推定3万2101件のレイプによる妊娠があるという。また、キリスト教国であるという性格を持ち、社会・政治への宗教的影響が強いアメリカでは、人工妊娠中絶の是非が選挙の争点の一つになるなど多大な関心が寄せられる。キリスト教原理主義の立場から「レイプ被害者の人工妊娠中絶も絶対禁止すべき」と主張する中絶反対派もおり、キリスト教保守派が支持基盤にある共和党党員・支持者にも存在し問題が複雑化している。